# تاكويا هارا (لاعب كرة قاعدة)
تاكويا هارا (باليابانية: 原拓也؛ بالكانا: はら たくや) هو لاعب كرة قاعدة ياباني، ولد في 18 مايو 1984 في كوهوكو-كو في اليابان.

## وصلات خارجية
- تاكويا هارا على موقع الدوري الياباني لكرة القاعدة (الإنجليزية)
- تاكويا هارا على موقعبيزبول رفرنس.كوم (الدوري الثانوي) (الإنجليزية)